# Emomali Rahmon
Emomali Rahmon (în tadjikă Эмомалӣ Раҳмон, transliterat: Emomalî Rahmon/Emomalī Rahmon, în rusă Эмомалӣ Шарипович Раҳмонов, transliterat: Emomali Șaripovici Rahmonov; n. 5 octombrie 1952, Danghara⁠(d), Republica Sovietică Socialistă Tadjikă, URSS) este un politician tadjic, președinte al țării sale din 20 noiembrie 1992. El este președinte de facto din 1992, dar a preluat oficial funcția în 1994 și o ocupă până în ziua de azi. Rahmon a câștigat cinci alegeri consecutive (pe care mulți nu le consideră libere și corecte), acumulând 31 de ani în funcția de președinte.